# Salice
För andra betydelser, se Salice (olika betydelser).
Salice är en kommun i departementet Corse-du-Sud på ön Korsika i Frankrike. Kommunen ligger  i kantonen Cruzini-Cinarca som tillhör arrondissementet Ajaccio. År 2022 hade Salice 88 invånare.

## Befolkningsutveckling
Antalet invånare i kommunen Salice
Referens:INSEE